# 13438 Marthanalexander
13438 Marthanalexander eller 1999 XD86 är en asteroid i huvudbältet som upptäcktes den 7 december 1999 av LINEAR i Socorro County, New Mexico. Den är uppkallad efter Martha N. Alexander.
Asteroiden har en diameter på ungefär 3 kilometer.